# Maurice Copreaux
Maurice François Copreaux né le 18 juillet 1908 à Saint-Gratien (Seine-et-Oise) et mort le 10 décembre 1995 à Chalon-sur-Saône (Saône-et-Loire) est un graveur, sculpteur et médecin français.
Surnommé le « Dürer bourguignon », il est l'auteur d'un œuvre gravé au burin riche et complexe.

## Biographie
Après des études de médecine à Paris (thèse de doctorat en 1935), Maurice Copreaux effectue son service militaire dans le Sud marocain à Tafilalet, dans le 15e goum au service des Affaires indigènes puis dans la Légion étrangère en 1935-1936. Au cours de la Seconde Guerre mondiale, il sert au 65e régiment d'infanterie dans les campagnes de la Sarre allemande (1939) puis de Hollande (1940). S'ensuit une période de captivité au cours de laquelle il se lance dans la sculpture et produit plusieurs séries de dessins et lavis.
Reprenant en 1947 des études de pneumo-phtisiologie, il participe au sein de l'Institut Pasteur de Lille aux derniers essais cliniques du vaccin BCG au début de l'année 1949. Il débute la gravure à l'école des beaux-arts de Lille par des eaux-fortes, puis travaille en autodidacte à la technique du burin. C'est ce dernier procédé, consistant à inciser directement plus ou moins profondément la plaque de cuivre, qu'il utilisera pour l'ensemble de son répertoire gravé. Jusqu'à sa retraite en 1977, il sera, par ce qu'il qualifiait de « dichotomie », médecin le jour et graveur la nuit. Il a aussi produit un œuvre sculpté, sans diffusion publique.

## L'œuvre gravé
Son œuvre gravé est « difficile, inquiétante et, si à la lecture elle nous frappe par son pessimisme, il s'agit en fait d'un pessimisme actif qui porte en lui ses espérances au négatif — au sens photographique du terme — comme la lumière de la plaque de cuivre poli ».

## Sources d'inspiration

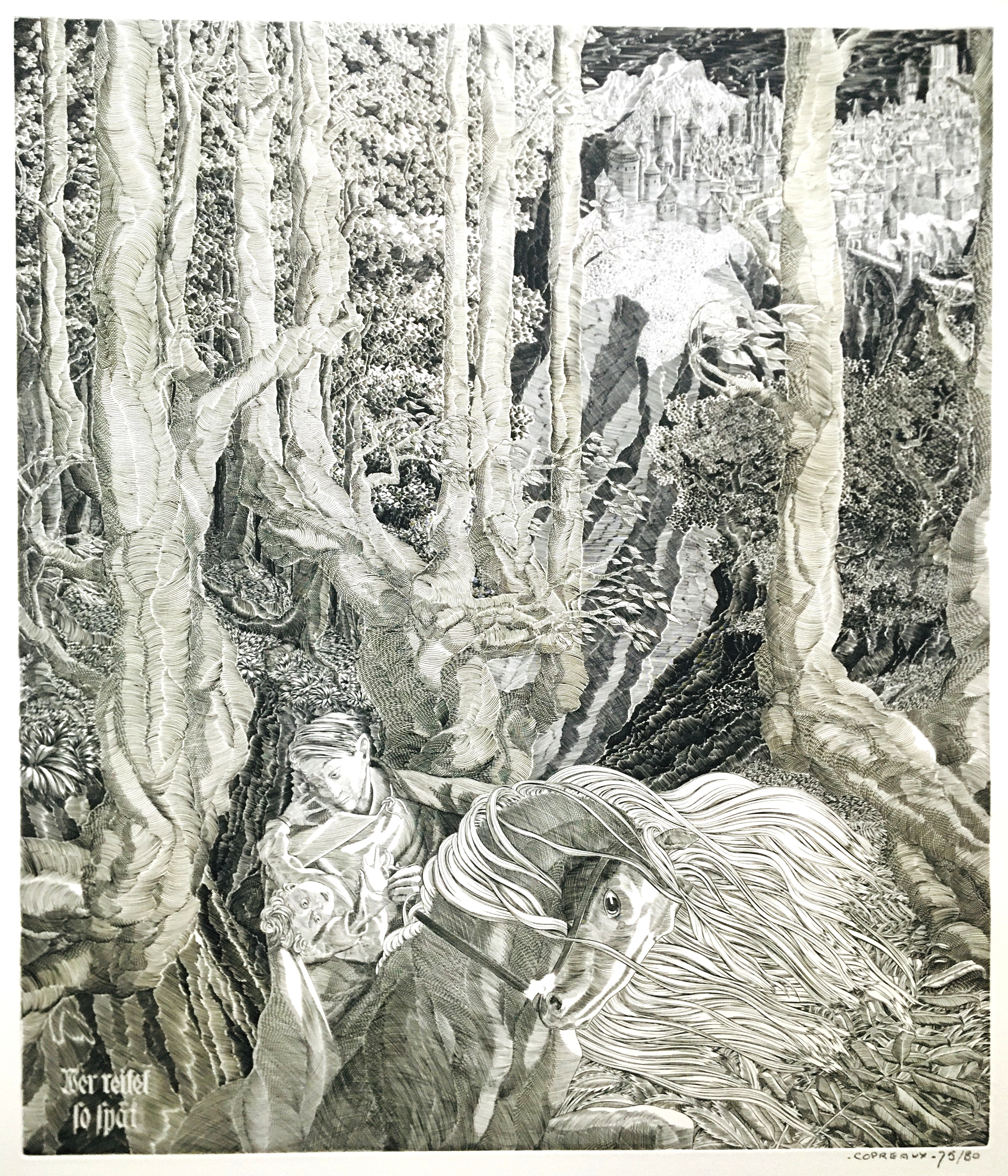
Le Roi des Aulnes (1957).

Dans tout son parcours et mis à part l'expérience de praticien de la santé humaniste, trois moments ont profondément marqué Maurice Copreaux et ont influencé sa vision du monde : la pacification du Sud marocain, sa captivité et le spectacle apocalyptique des bombardements de Berlin qu'il a vécu au cours de l'hiver 1943. Il y a aussi des images primordiales : les forêts du pays basque parcourues adolescent, le désert, notamment celui du Tassili qu'il a arpenté en 1954, la mer et le feu. Ces images reviennent comme des leitmotivs, d'une manière quasi-obsessionnelle. On peut également évoquer l'influence d’Albrecht Dürer et de Jérôme Bosch auxquels font penser les personnages tourmentés, ainsi que de Francisco de Goya et ses Caprices. Graveur démiurge, Maurice Copreaux puise aussi largement son inspiration dans la poésie (Heine, Goethe, Schiller, Poe, Rimbaud), les mythologies nordiques et germaniques, l'anthropologie des religions. Il se nourrit enfin de contes, d'histoires fantastiques, d'aventures de pionniers, de trappeurs ou de chercheurs d'or (Jack London, Pierre Mac Orlan, Blaise Cendrars). Les compositions sont, dans leur ensemble, fortement marquées d’onirisme.

## Estampes
Les œuvres de grande taille (690 × 595 cm), quatre fois plus importantes que le format traditionnel, sont inhabituelles pour un graveur au burin.
- 1949 : Siegfried, 220 × 220 cm.
- 1950 :
  - Lac surprise, 408 × 325 cm ;
  - Barbe bleue, 282 × 235 cm ;
  - Poste restante, 220 × 398 cm.
- 1951 : Cupidité, 344 × 270.
- 1952 :
  - Celle qui jette des sorts, 346 × 257 cm ;
  - Droguée, 250 × 158.
- 1953 : Le Hollandais volant, 345 × 265 cm.
- 1954 : Les quatre cavaliers de l'Apocalypse, 328 × 402 cm.
- 1954 : Bohémienne, 307 × 244 cm.
- 1955 : Conquistador, 448 × 158 cm.
- 1956 :
  - Désespérance, 220 × 398 cm ;
  - Le Fossoyeur, 245 × 157 cm.
- 1957 : Le Roi des Aulnes, 690 × 597 cm.
- 1958 : Légion étrangère, 328 × 400 cm.
- 1963 : La Guelta, 690 × 497 cm.
- 1964 : Le Bateau ivre, 693 × 498 cm.
- 1966 : Dilemme, 692 × 596 cm.
- 1967 : La Cité morte, 695 × 595 cm.
- 1969 : L'Invasion, 694 × 595 cm.
- 1970 : Une saison en enfer, 690 × 595 cm.
- 1972 : Terre promise, 742 × 447 cm.
- 1973 : Orphée, 394 × 328 cm.
- 1974 : Jeu de dés, 445 × 645 cm.
- 1975 :
  - Klondike river, 348 × 447 cm ;
  - Narcisse, 445 × 337 cm.
- 1976 :
  - Tassili des Ajjers, 220 × 397 cm ;
  - Puberté, 445 × 336 cm ;
  - Espace vital, 337 × 445 cm.
- 1977 :
  - Femmes phallocides, 357 × 445 cm ;
  - Maelstroem, 338 × 445 cm ;
  - Les Survivants du combat, 347 × 445 cm.
- 1978 :
  - Perceval, 445 × 635 cm ;
  - Genèse, 445 × 347 cm.
- 1979 :
  - Lenore, 446 × 645 cm ;
  - Berlin 1945, 445 × 348 cm.
- 1980 :
  - Le Fugitif, 320 × 252 cm ;
  - La Diane, 446 × 298 cm.
- 1981 : Le Rendez-vous, 447 × 300 cm.
- 1982 : Le Braconnier, 347 × 445 cm.
- 1983 : Mercenaires ou la mort lapidée, 497 × 435 cm.
- 1984 : Le Chat qui s'en va tout seul, 435 × 338 cm.
- 1985 : Tristan et Yseult , 248 × 160 cm.
- 1986 :
  - La Pierreuse ou le rêve passe, 426 × 498 cm. ;
  - Le Radeau, 375 × 268 cm.
- 1987 : Sœur Anne, 338 × 475 cm.

## Thématiques

### La petitesse de l'homme
Maurice Copreaux exprime la petitesse de l'homme dans une dialectique de « l'un et du multiple », c'est-à-dire de l'individu confronté à une foule toujours cataclysmique qui l'horrifie ou l'écrase (Une saison en enfer, L'Invasion, Dilemme, Légion étrangère).
Il l'exprime aussi dans un univers hostile qui l'écrase (Le Fugitif), l'emmure (Narcisse), ou auquel il ne peut échapper sans se perdre (Espace vital, Terre promise).

### La mort
L'évocation de la mort chez Maurice Copreaux a l'obsession gothique des peintres de la Danse macabre et aussi des graveurs au burin comme Albrecht Dürer et Hans Baldung. Son imagerie symbolique de la mort passe par les thématiques de l'engloutissement par les eaux et la marée humaine (L'Invasion, Le Radeau, Maelstrom, Le Bateau ivre), de l'emmurement géologique dans un tombeau que symbolisent des falaises infranchissables (Le Fugitif, Narcisse, Terre promise) et de l'ensevelissement par la forêt représentée comme une sylve menaçante (Le Roi des Aulnes, Jeu de dés, Cupidité).

### La dénonciation des forces du mal

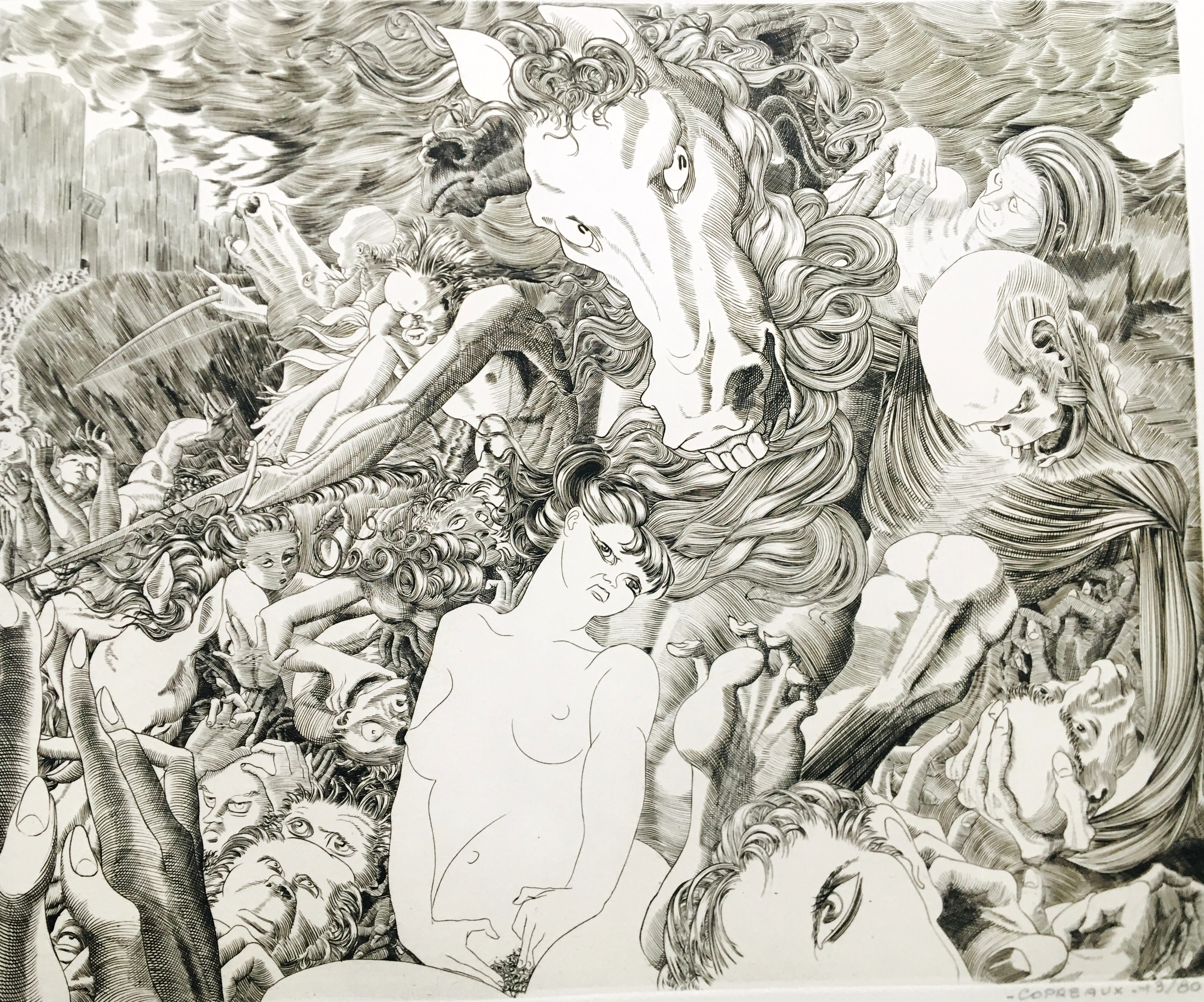
Les quatre cavaliers de l'Apocalypse (1954).

C'est un thème multiforme que Maurice Copreaux développe avec un sens narratif et allégorique inépuisable :
- l'appétit de puissance et ses séquelles que sont l'orgueil ou la soif de l'or ainsi que la barbarie et la guerre, le narcissisme et l'égoïsme, la bêtise crédule et féroce (Terre promise) ;
- l'absence de lucidité et de courage devant les réalités avec sa cohorte d'illusions et d'évasions vers les « eldorado », les « terres promises » (Klondike river) ;
- le déclin de toute vraie spiritualité se réfugiant dans les idoles du veau d'or, du sexe, du pouvoir, des paradis artificiels (Dilemme, Une saison en enfer, Cupidité) ;
- la danse des cataclysmes (Les quatre cavaliers de l'Apocalypse) ;
- l'abandon des genres qui se traduit par l'incompréhension entre les sexes (Femmes phallocides).

## Expositions

### Expositions individuelles
- 1970 : IUT, Campus universitaire, Dijon.
- 1978 : galerie Vauban, Dijon.
- 1980 : galerie Decitre, Lyon.
- 1982 : galerie le Mandarin merveilleux, Chalon-sur-Saône.
- 1988 : musée Denon, « Intégrale de l'œuvre gravée », Chalon-sur-Saône.

### Expositions collectives
- 1950 : galerie Verseau, avec Albert Decaris, Lille.
- 1957 : Salon de médecins, musée d'Art moderne de Paris.
- 1969 : Salon des médecins, musée d'Art moderne de Paris .
- 1975 : galerie La Forge, Marseille.
- 1976 : Salon de mai, Paris.
- 1976 : studio Chantal Deleau, exposition réalisée par Michèle Broutta, éditeur à Paris, avec Salvador Dalí et Pierre-Yves Trémois, Chalon-sur-Saône.
- 1976 : Le Trait, Paris.
- 1977 : Salon de mai, Paris.
- 1982 : Institut français, Hôtel de Schönborn, Mayence, RFA.
- 1982 : salle de Flore, palais des ducs de Bourgogne, Dijon.
- 1983 : galerie Epona, Mont-Saint-Vincent.
- 1984 : Givry et Romenay[Où ?].
- 1986 : « Journées de Bourgogne », Ingelheim, RFA.

## Récompenses
- 1957 : médaille d'or du Salon des médecins, Paris.
- 1969 : médaille d'honneur du Salon des médecins, Paris.

## Collections publiques
- Département de Saône-et-Loire : Le Roi des Aulnes[4].
- Ville de Dijon : Le Roi des Aulnes[1].
- Paris, département des estampes et de la photographie de la Bibliothèque nationale de France : intégrale de l'œuvre gravée[1],[4].